# Grays Harbor County
Grays Harbor County is een van de 39 county's in de Amerikaanse staat Washington.
De county heeft een landoppervlakte van 4.965 km² en telt 67.194 inwoners (volkstelling 2000). De hoofdplaats is Montesano.

## Bevolkingsontwikkeling
Adams · Asotin · Benton · Chelan · Clallam · Clark · Columbia · Cowlitz · Douglas · Ferry · Franklin · Garfield · Grant · Grays Harbor · Island · Jefferson · King · Kitsap · Kittitas · Klickitat · Lewis · Lincoln · Mason · Okanogan · Pacific · Pend Oreille · Pierce · San Juan · Skagit · Skamania · Snohomish · Spokane · Stevens · Thurston · Wahkiakum · Whatcom · Whitman · Yakima